# ジョージ・ヴィリアーズ (第4代クラレンドン伯爵)
第4代クラレンドン伯爵ジョージ・ウィリアム・フレデリック・ヴィリアーズ（英語：George William Frederick Villiers, 4th Earl of Clarendon, KG, GCB、PC、1800年1月26日 - 1870年6月27日）は、イギリスの政治家、外交官、貴族。
クラレンドン伯爵ヴィリアーズ家の分流の生まれ。はじめ外交官だったが、1838年にクラレンドン伯位を継承して貴族院議員として政界入り。ヴィクトリア朝前期から中期にかけてホイッグ党（自由党）政権で閣僚職を歴任した。3期にわたって外務大臣を務めた（在職1853年-1858年、1865年-1866年、1868年-1870年）。

## 経歴

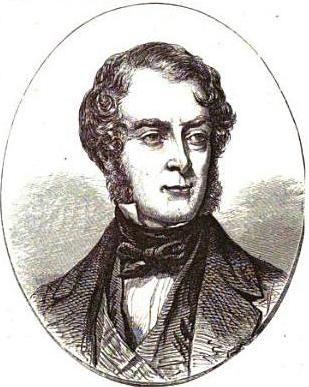
若い頃のクラレンドン卿を描いた絵

1800年1月26日に政治家ジョージ・ウィリアーズ（初代クラレンドン伯爵トーマス・ヴィリアーズの三男）の長男として生まれる。母はテリーザ・パーカー（初代ポーリンドン男爵ジョン・パーカーの娘）。
ケンブリッジ大学セント・ジョンズ・カレッジへ進学し、1820年にマスター・オブ・アーツの学位を所得。
大学卒業後、外交官となり、1820年から1823年にかけて駐ロシア大使館に勤務した。ついで1824年から1833年まで関税局長官（Commissioner of Customs）を務める。1833年から1839年にかけては駐スペイン大使を務めた。
1838年12月に伯父にあたる第3代クラレンドン伯爵ジョン・ヴィリアーズからクラレンドン伯爵の爵位を継承し、貴族院議員に列した。
1840年1月から王璽尚書として第二次メルバーン子爵内閣に入閣した。時の外務大臣はパーマストン子爵だったが、クラレンドン卿は彼を追い落として後釜の外務大臣に収まることを考えていたため、東方問題をめぐってルイ・フィリップ王のフランス王国と対立を深めるパーマストン卿の外交を批判し、フランスと協調して東方問題解決に当たるべきと訴えた。だが閣内でクラレンドン卿に同調したのはホランド男爵だけだった。しかもそのホーランド卿は同年10月に死去。クラレンドン卿はその後任としてランカスター公領担当大臣となるも閣内で孤立した。
1846年に成立した第一次ジョン・ラッセル卿内閣でははじめ通商大臣、ついでアイルランド総督を務めた。
1853年2月、外相を辞職したラッセルの後任としてアバディーン伯爵内閣の外相となる。この頃、ロシア帝国はエルサレムのギリシャ正教徒保護権をめぐってフランス帝国やオスマン＝トルコ帝国と対立を深めていたが、クラレンドン卿は相変わらず親仏派だったので、パーマストン卿とともに対ロシア強硬派として行動している。首相アバディーン卿は親露的だったが、最終的にはパーマストン卿やクラレンドン卿ら対露強硬派が押し切り、ロシアに宣戦布告することになった（クリミア戦争）。
続く第一次パーマストン卿内閣でも外相に留任。1855年3月から始まったウィーンでの講和会議にはラッセルを全権として派遣したが、クランレンドン卿は本国から訓令を発し、ラッセルに対露強硬姿勢を貫かせたため、会議は決裂した。パーマストン卿とクラレンドン卿はロシアの無条件降伏まで戦争を継続する意思だったが、フランスのナポレオン3世は講和に傾いていた。脆弱なイギリス陸軍がフランス軍抜きで戦うことは困難だったため、パーマストン卿とクラレンドン卿もナポレオン3世の提唱するパリ講和会議の開催を認めざるをえなかった。
1856年2月から3月にかけて開催されたパリ講和会議にはクラレンドン卿自ら出席したが、フランスはイギリス全権よりロシア全権に気を使った。ナポレオン3世もクラレンドン卿に「イギリス政府はロシアに要求しすぎだ。私には貴卿が要求をどこでやめるのか理解できない」と苦言を呈している。一方クラレンドン卿の方も講和会議を主催しているフランス外相アレクサンドル・ヴァレフスキについて「彼が全ての国にいい顔をしようとしているせいでロシアがトルコへの攻撃的な態度を崩さない」と批判した。しかし最終的には講和条約調印に応じた。
1859年に第二次パーマストン卿内閣が発足した際、パーマストン卿はクラレンドン卿を外相にしたがっていたが、ラッセルが外相の地位を要求して譲らなかったのでクラレンドン卿は入閣しないことになった。それからしばらく後の1864年4月7日になってランカスター公領担当大臣として入閣した。この頃、第二次シュレースヴィヒ＝ホルシュタイン戦争の講和会議をロンドンで開く予定になっており、パーマストン卿は外相ラッセル伯爵をその会議の首席全権、クラレンドン卿を次席全権としている。しかしこの会議は決裂に終わった。
1865年10月にパーマストン卿が死去してラッセル卿が首相となり、空いた外相ポストにはクラレンドン卿が就任したが、翌1866年6月にはラッセル内閣総辞職により退任した。
保守党政権を挟んで1868年に成立した第一次グラッドストン内閣にも外務大臣として入閣した。普仏の緊張が高まる中、両国に軍縮を提案したが、プロイセン宰相オットー・フォン・ビスマルクの反対によって失敗した。1868年12月28日にはイギリスの半植民地中国に関して「清朝の領土保全を擁護することで中国内のイギリスの半独占的権益を守る」という方針を公式に声明した。以降、列強諸国による中国分割が始まった1890年代半ばまでイギリス歴代外務大臣に「イギリス優越下にある中国の維持」というイメージが踏襲されていくことになる。
外相在職中の1870年6月27日にロンドンで死去した。

## 栄典

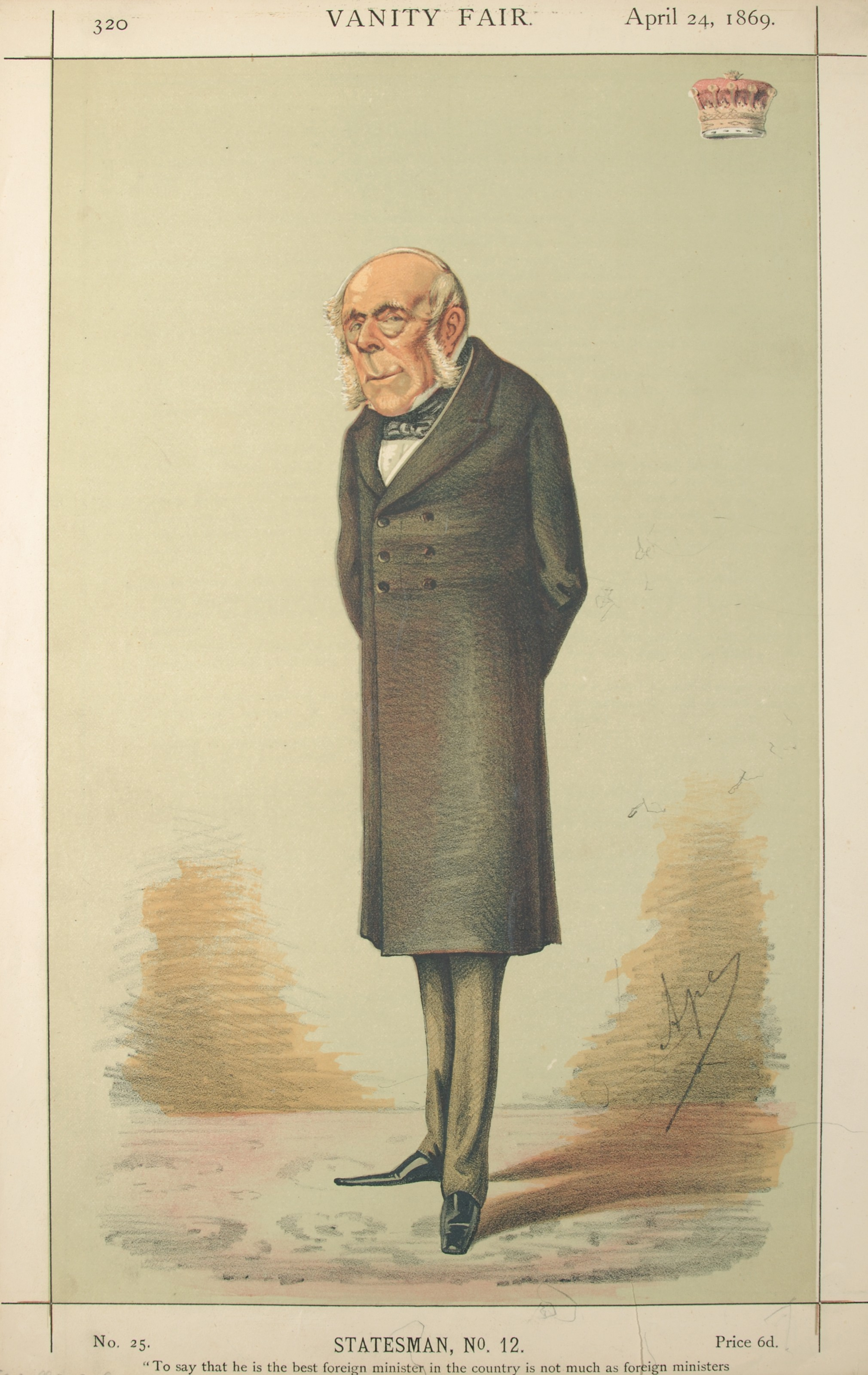
1869年4月24日の『バニティ・フェア』誌に掲載されたクラレンドン卿の似顔絵。

### 爵位
1838年12月22日に伯父ジョン・ヴィリアーズの死去により以下の爵位を継承した。
- 第4代クラレンドン伯爵 (4th Earl of Clarendon)
(1776年6月14日の勅許状によるグレートブリテン貴族爵位)
- ウィルトシャー州におけるヒンドンの第4代ハイド男爵 (4th Baron Hyde, of Hindon in the County of Wiltshire)
(1756年6月3日の勅許状によるグレートブリテン貴族爵位)

### 勲章
- 1837年、バス勲章ナイト・グランド・クロス（GCB）[3][4]
- 1849年、ガーター勲章（KG）[3][4]

### 名誉職その他
- 1840年、枢密顧問官（PC）[3][4]
- 1856年、民事法学博士号（DCL）（オックスフォード大学名誉学位）[3]

## 家族
1839年に初代ヴェルラム伯爵ジェームズ・グリムストンの娘キャサリン（1810-1874）と結婚し、彼女との間に以下の8子を儲けた。
- 第1子（長女）コンスタンス嬢（1840–1922）：第16代ダービー伯爵フレデリック・スタンリーと結婚。
- 第2子（次女）アリス嬢（1841–1897）：初代レーサム伯爵エドワード・ウィルブラハム（英語版）と結婚。
- 第3子（三女）エミリー・テレーザ嬢（英語版）（1843–1927）：初代アンプトヒル男爵オドー・ラッセルと結婚
- 第4子（長男）ハイド卿エドワード（1845–1846）
- 第5子（次男）第5代クラレンドン伯爵エドワード（英語版）（1846–1914）
- 第6子（三男）ジョージ・パトリック閣下（1847–1892）
- 第7子（四女）フロレンス・マーガレット嬢（1850–1851）
- 第8子（四男）フランシス閣下（1852-1925）